# Coroação de Pedro II do Brasil
A Coroação de Pedro II do Brasil como Imperador do Império do Brasil ocorreu na Capela Imperial, Rio de Janeiro, no dia 18 de julho de 1841. D. Pedro II foi coroado dez anos depois da abdicação de seu pai, o imperador D. Pedro I, em 7 de abril de 1831, quando teve de ir a Portugal para lutar contra seu irmão, D. Miguel, que havia usurpado o trono da rainha D. Maria II, filha do antigo monarca. O imperador foi coroado aos 14 anos de idade. O evento durou 9 dias.

## Ritual da Cerimônia

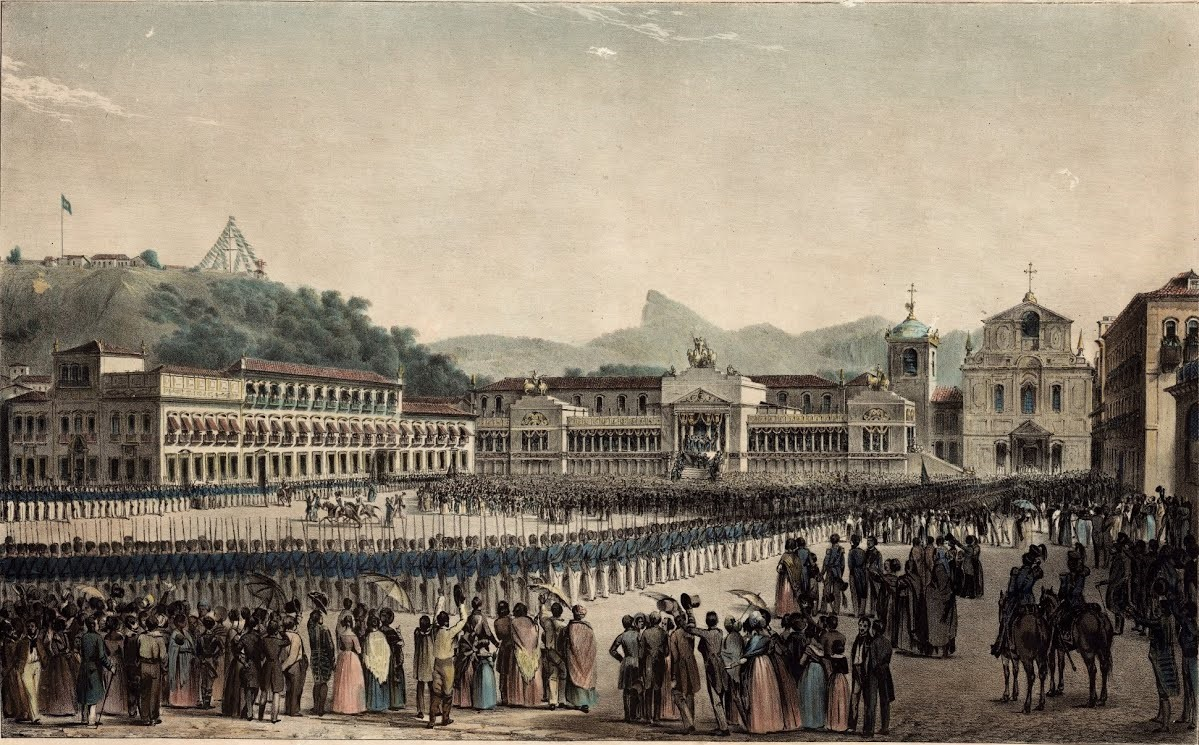
Litografia retratando a parte externa da coroação de D. Pedro II como Imperador Constitucional do Brasil, na Praça XV.

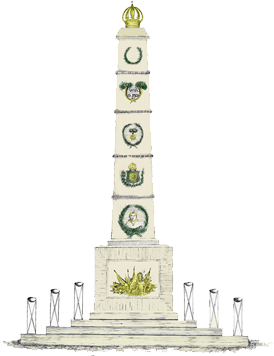
Obelisco da coroação.

### Antevéspera da Coroação
No dia 16 de Julho, o cortejo se dirigiu à cidade. Junto ao cortejo, iam a cavalaria, a fanfarra e todos aqueles que teriam alguma função no evento. Alguns resquícios do feudalismo português, como o Rei de Armas, arautos, passavantes, porteiros da maça e porteiros da câmara, também participaram da procissão.

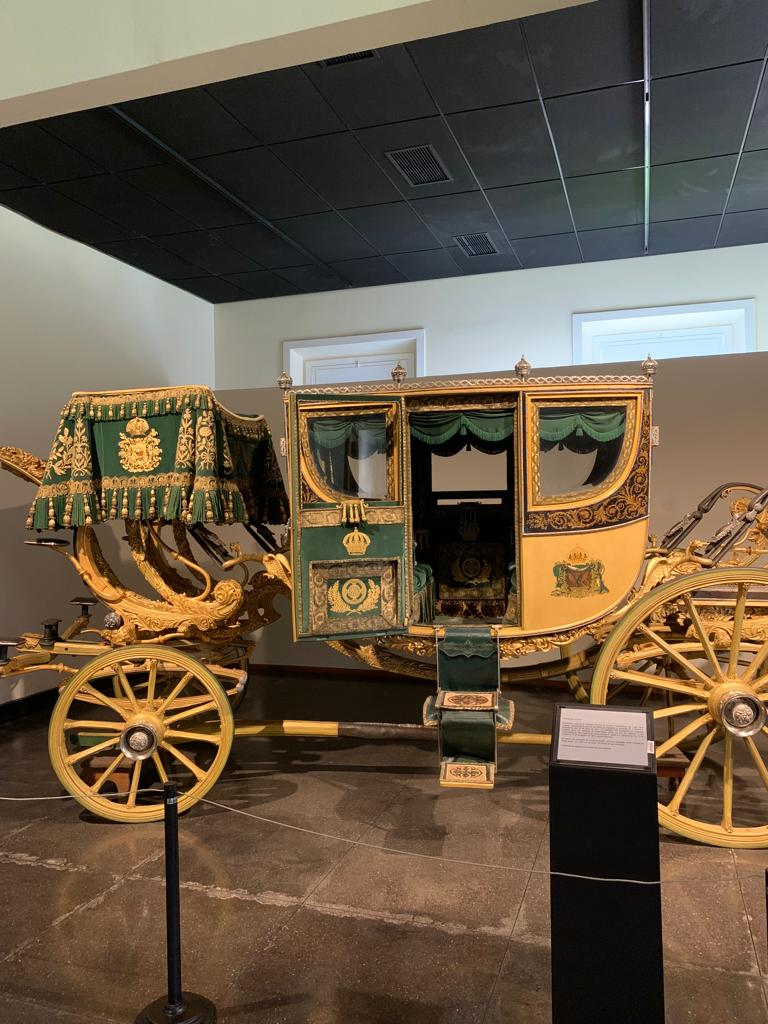
"Berlinda de Aparato", a carruagem que conduziu o imperador para sua coroação.

O Cortejo, direcionado para a Capela Imperial, foi ovacionado ao passar pelas ruas do Rio de Janeiro que estavam cobertas de folhas e flores. As sacadas das casas da cidade estavam enfeitadas de bandeiras e colchas coloridas.
Quando chegaram a capela, foram recebidos por um bispo e por um cabido. O jovem Imperador entrou na igreja e depois o cortejo seguiu em direção ao Paço Imperial. No outro dia, ele e suas irmãs se prepararão para o evento que aconteceria no dia seguinte.

### Entrada na Igreja
Às 11h30, Pedro II, a corte, os ministros, e o corpo diplomático partiram para Capela Imperial. O imperador trajava um manto branco e azul, carregando a placa de Grão-mestre da Imperial Ordem do Cruzeiro. Foi recebido pelo Bispo do Rio de Janeiro e pelo clero. Na entrada da varanda se lia "Deus protege o Imperador e o Brasil".

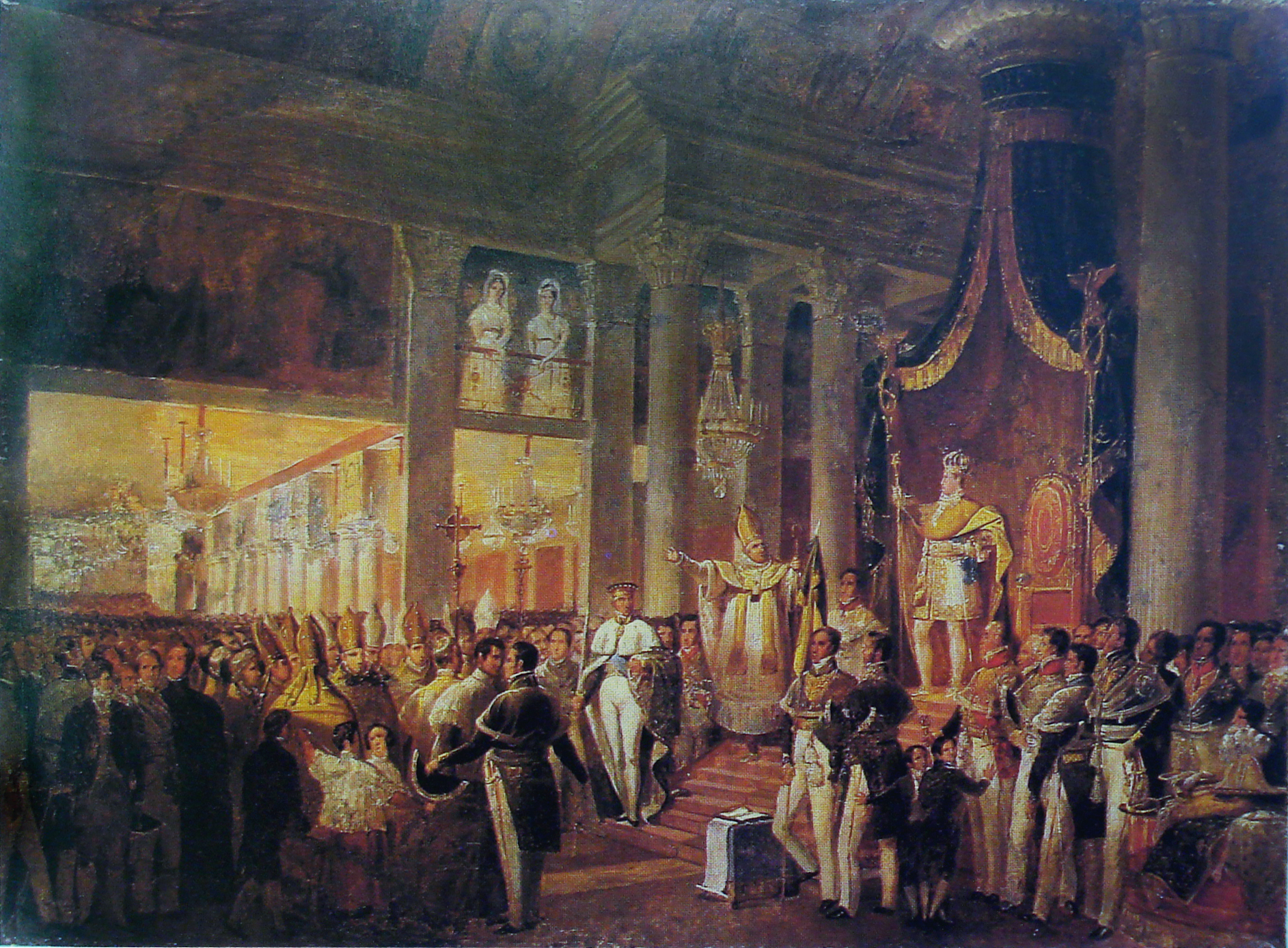
A Coração de D. Pedro II, pintura de Manuel de Araújo Porto-Alegre, c. 1840. Acervo do Museu Histórico Nacional.

### Ritual Religioso
Seis bispos o conduziram ao trono e depois ao presbitério. Lá fora ungido no pulso direito e nas espáduas. Após isso, o Imperador foi revestido com as vestes imperiais e ouviu a missa, sentado no trono. Terminada a missa, ele se dirigiu ao altar e recebeu as insígnias imperiais e então sentou-se no trono pela segunda vez, agora para ouvir o Te Deum. Estavam presentes as suas irmãs, o corpo diplomático e a corte. Todos assistiram à cerimônia, que durou três horas.
Quando o ato religioso terminou, o imperador saiu da igreja, sendo ovacionado pelo povo que o esperava na praça.

### Aclamação
O cortejo então se direcionou para a varanda que tinha vista para a praça. Quando o imperador apareceu entre as colunas, o povo prorrompeu em vivas, o Rei de Armas gritou para a multidão que estava na praça: "Ouvide, ouvide, estais atentos!". Então o Alferos-mor anunciou por três vezes: 
"Está sagrado o mui alto e mui poderoso príncipe, o sr. d. Pedro II por graça de Deus e unânime aclamação dos povos, imperador constitucional e defensor perpétuo do Brasil. Viva o Imperador!".

### Cumprimentos
Após as aclamações, pode se ouvir salva de tiros de artilharia. D. Pedro então se dirigiu à sala do trono do Paço, onde recebeu os cumprimentos dos convidados e da corte. No dia seguinte, ele recebeu um cortejo de pessoas que vieram o felicitar.

### Apresentações e comemorações

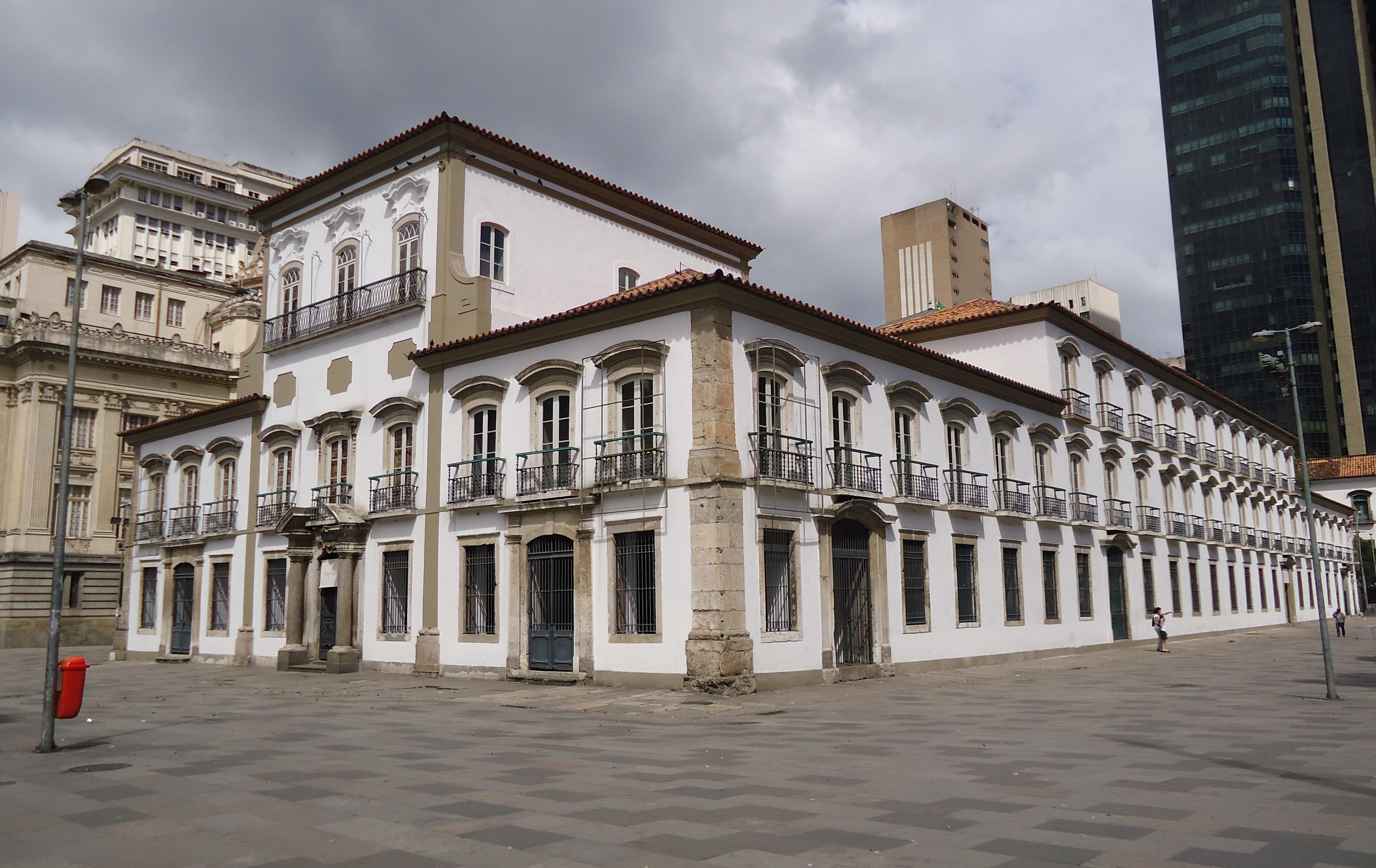
O Paço Imperial

Na noite do dia 19 houve um espetáculo no Teatro São João. Os outros dias também tiveram apresentações, como a apresentação musical da nova versão do Hino da Abdicação, que se tornara agora o Hino Nacional, composto por Francisco da Silva.
No dia 24, encerrariam as comemorações com o Baile da Coroação, que aconteceria no Paço Imperial. Foram convidadas 1 500 pessoas. No baile, enquanto tocava o novo Hino Nacional, o Imperador, junto com as irmãs entrou no salão, sendo reverenciado pelos convidados. Os três se assentaram num sofá que estava sobre dois palanques de dois degraus. Em vez de dançar, o jovem monarca passeou com a sua irmã, Dona Januária, de braços dados. Após as princesas dançarem com representantes de países estrangeiros e com nobres brasileiros, a família Imperial jantou na sala do trono. O Baile terminou às 1h30 do outro dia.

## Custos e preparativos
A cerimônia teve uma longa preparação e um alto custo. De acordo com o historiador Paulo Rezzutti, a celebração não era um simples evento, mas sim a "a afirmação da monarquia brasileira". Entretanto, a realidade era outra, visto que o país passava por guerras-civis e movimentos separatistas, e, portanto, estava com um deficit público. Enquanto o Imperador era sagrado, províncias, como o Rio Grande do Sul, ainda se se encontravam rebeladas ou prestes a se rebelar.
Devido aos trabalhos para a realização da cerimônia terem sido febris, o jovem monarca ficou entusiasmado, ao ponto de pedir ao seu mordomo que mandasse cópias do programa do evento para compartilhar a programação aos convidados, programa esse que foi elaborado com ajuda do próprio imperador, detalhando quem deveria estar, onde e quando.

## Crítica

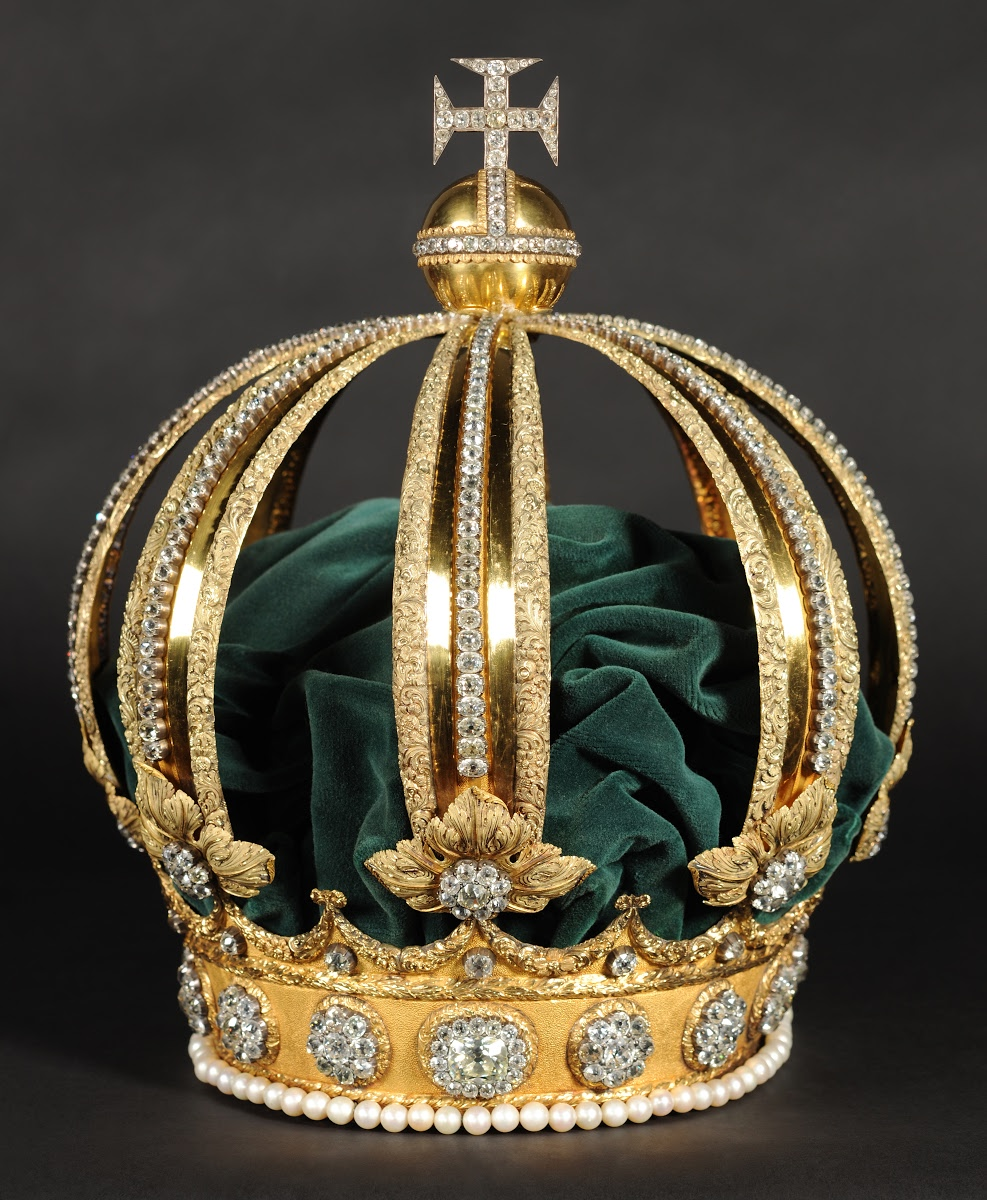
A Coroa Imperial de D. Pedro II

### Nacional
O Diário do Rio de Janeiro conta que a "sagração e a coroação de S.M.I. fez-se hoje, como se esperava, com o maior esplendor e regozijo público". e que "a consagração religiosa é um ato importante para o cristão; a política fria e severa não a desdenha, pelo contrário a aplaude e preside a ela."

### Estrangeira
O Representante do Império Austríaco relatou que a corte havia ostentado na cerimônia, com um enorme luxo em funcionários. O Barão austríaco Daiser relata que o imperador havia se portado bem e dignamente:
O golpe de vista no momento em que o imperador se apresentou ao povo da balaustrada da varanda era magnifico e, possivelmente, incomparável.

## Acidentes
Diversos acidentes aconteceram durante o evento, e o mais grave aconteceu no dia 22. Um palacete, erguido para a coroação de d. João VI que havia acontecido a 23 anos, explodiu e pegou fogo. Aconteceria no local um evento de queima, coordenado por Francisco de Assis Peregrino, que havia estudado pirotecnia na Europa. A suspeita é de que os pavios, que foram postos a secar ao tempo, foram acesos por causa de fachos de luz solar refletidos por um metal de lampião que estava no local. Os edifícios que estavam ao redor tiveram as suas vidraças estilhaçadas. 4 pessoas morreram: Francisco de Assis, um pai e o seu filho, e um escravo que trabalhava no local, falecendo posteriormente no hospital.

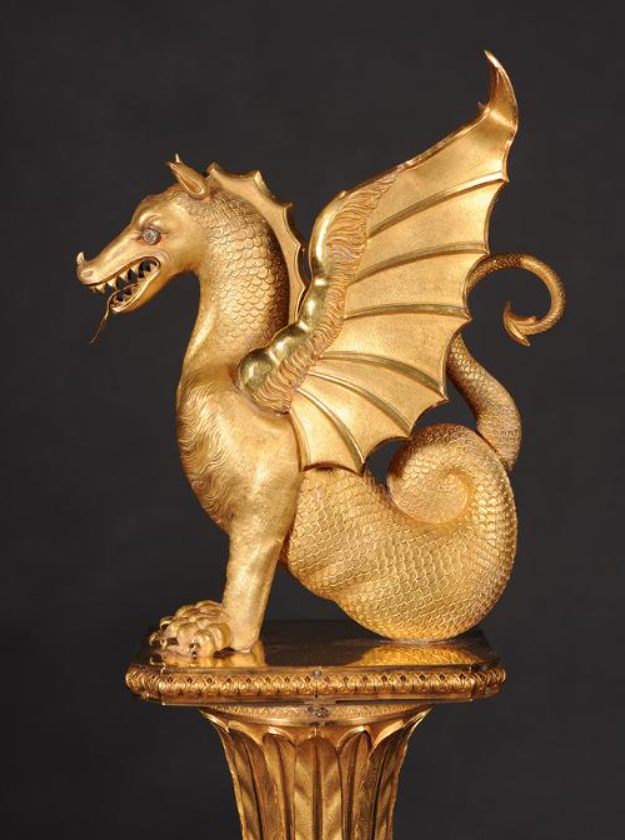
Cetro Imperial

## Objetos utilizados
- Coroa Imperial do Brasil. - Confeccionada pelo ourives Carlos Marin. A peça era composta de 639 diamantes da Coroa de Dom Pedro I e por um fio de 77 pérolas que eram de sua mãe, a Imperatriz Maria Leopoldina. A coroa pesava ao todo 1,9 quilogramas.[7]
- Cetro Imperial - Cetro com a Serpe heráldica da família de Bragança. Tinha 2,5 metros de altura.[9]
- Orbe.[9]
- Espada do Ipiranga.[9]
- Manto que havia pertencido a Dom Pedro I.[9]
- Nova espada do Imperador.[9]
- A Constituição brasileira de 1824.[9]
- Anel da Coroação.[9]
- Mão da Justiça.[9]
- Trono de Dom Pedro II do Brasil - Inspirado no trono de Napoleão Bonaparte e desenhado por Manuel de Araújo Porto-Alegre.[9]